# Augustana (musikgrupp)
Augustana är en amerikansk musikgrupp (rockmusik) från San Diego, i Kalifornien.
Bandet har bland annat gjort låtarna "Boston" (från albumet All the Stars and Boulevards) och "Sweet and Low" (från Can't Love, Can't Hurt). "Boston" har varit med i avsnitt av tv-serierna One Tree Hill, Hidden Palms och Scrubs.

## Medlemmar

### Nuvarande medlemmar
- Dan Layus – sång, keyboard, gitarr, piano
- David Lamoureux – keyboard, trummor, mandolin, sång
- Jay Barclay – gitarr (turnerande medlem)
- Jordan Lamoureux basgitarr, sång, keyboard, dragspel

### Tidigare medlemmar
- Jared Palomar – basgitarr, sång
- Chris Sachtleben – gitarr, sång
- Justin South – trummor
- Josiah Rosen – gitarr, sång
- John Vincent – piano, orgel, keyboard, sång
- Josh Calhoun – trummor
- Simeon Lohrmann – basgitarr
- Kyle Baker – trummor

## Diskografi
Album
- 2003 – Midwest Skies and Sleepless Mondays
- 2005 – You'll Disappear
- 2005 – All the Stars and Boulevards
- 2008 – Can't Love, Can't Hurt
- 2011 – Augustana
- 2014 – Life Imitating Life

EP
- 2003 – Mayfield EP
- 2008 – Can't Love, Can't Hurt EP

Singlar
- 2005 – "Stars and Boulevards"
- 2006 – "Boston"
- 2008 – "Sweet and Low"
- 2008 – "I Still Ain't Over You"
- 2011 – "Steal Your Heart"
- 2011 – "Just Stay Here Tonight"
- 2014 – "Ash and Ember"